# واپوویتسه
واپوویتسه (به لاتین: Vápovice) یک منطقهٔ مسکونی در جمهوری چک است که در شهرستان ییهلاوا واقع شده‌است.
 واپوویتسه ۱٫۹۸ کیلومتر مربع مساحت و ۵۶ نفر جمعیت دارد و ۵۴۴ متر بالاتر از سطح دریا واقع شده‌است.